# Muang Phaxai
Muang Phaxai är ett distrikt i Laos.   Det ligger i provinsen Xieng Khouang, i den nordvästra delen av landet, 150 km norr om huvudstaden Vientiane.